# Stroitěl (město)
Stroitěl (rusky Строитель) je město v Bělgorodské oblasti v Ruské federaci. Při sčítání lidu v roce 2010 měl bezmála čtyřiadvacet tisíc obyvatel.

## Poloha a doprava
Stroitěl leží východně od toku Vorskly, levého přítoku Dněpru. Od Bělgorodu, správního střediska oblasti, je vzdálen přibližně dvacet kilometrů severozápadně.
Ve městě končí 22 kilometrů dlouhá nákladní železniční trať, která se v stanici Tomarovka napojuje na trať z Bělgorodu do Sum. Nejbližší železniční stanice je Sašnoje deset kilometrů severně na trati z Moskvy přes Kursk do Charkova.
Východním okrajem města prochází dálnice M2 z Moskvy do Bělgorodu, po které je zde také vedena Evropská silnice E105.

## Dějiny
Stroitěl byl založen v roce 1958 v souvislosti s těžbou železné rudy v Kurské magnetické anomálii, především s přípravou těžby v povrchovém dole Jakovlevo.
V roce 1960 získal Stroitěl status sídla městského typu a od roku 2000 je městem.